# Вайджюшке
Вайджюшке (лит. Vaidžiuškės) — небольшое село на востоке Литвы, входит в состав Игналинского района.

## География
Село Вайджюшке расположено в западной части района, в 15 километрах к северо-западу от районного центра, города Игналины. Находится на территории Аукштайского национального парка между двух озёр: Балуошас и Балуошикштис. Ближайший населённый пункт — деревня Трайнишкис.

## Галерея

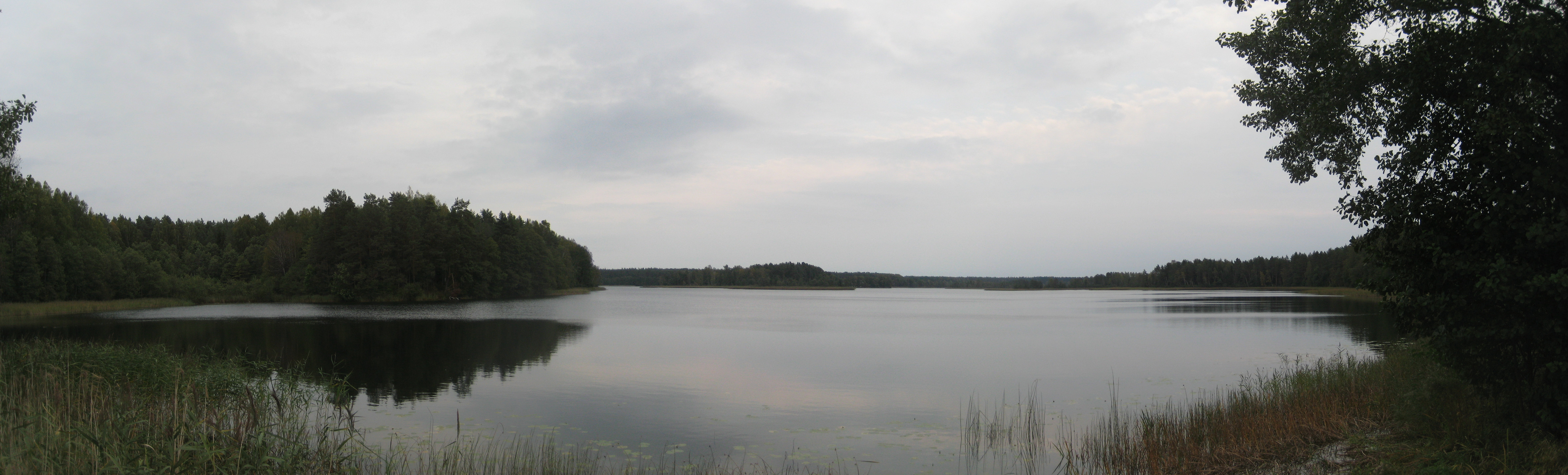
Вид на озеро из села
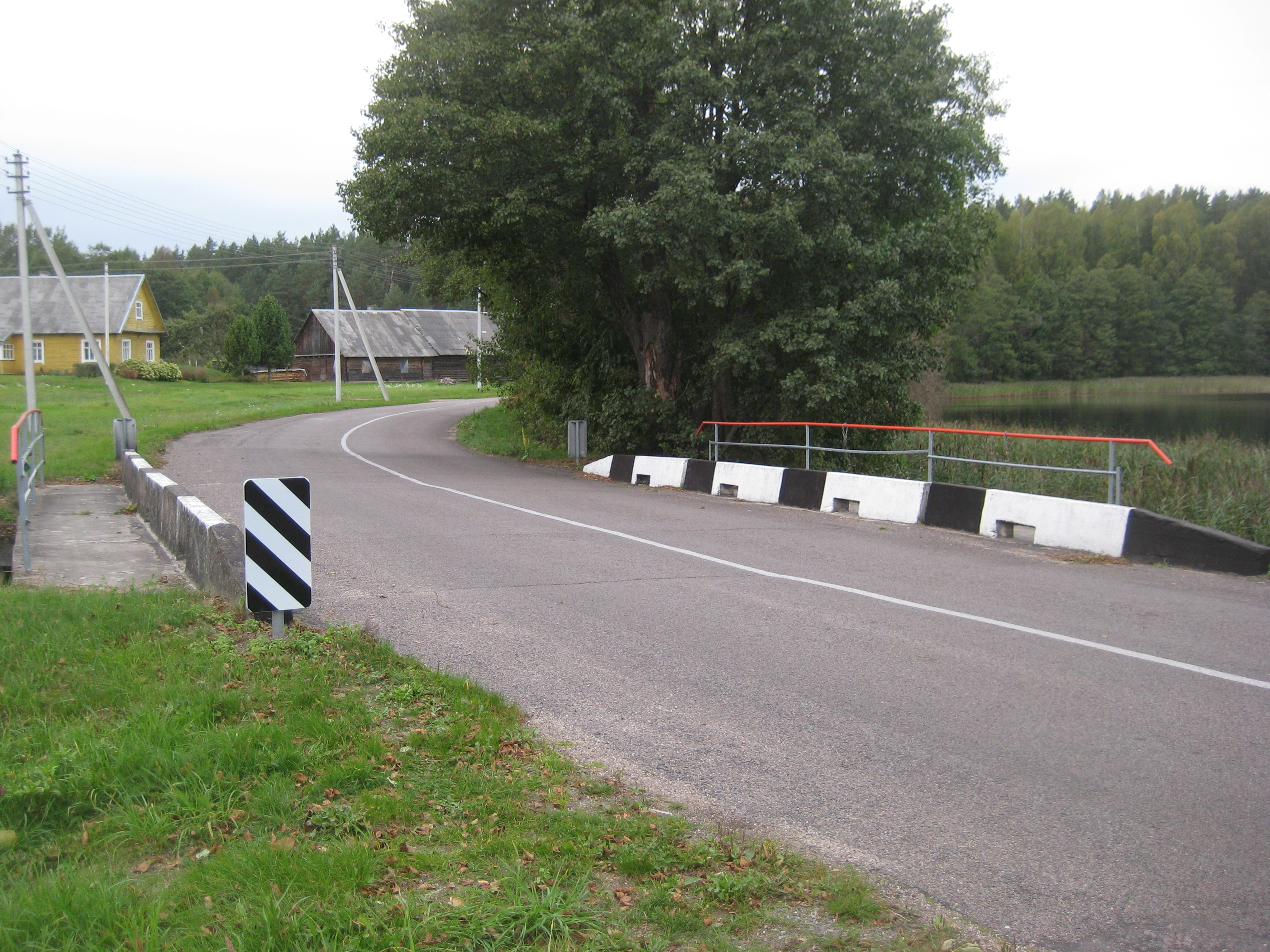
Улица в селе

## Население
| 1905                           | 1923 | 1959 | 1970 | 1979 | 1989 | 2001 | 2011 |
| ------------------------------ | ---- | ---- | ---- | ---- | ---- | ---- | ---- |
| 27                             | 28   | 26   | 22   | 14   | 10   | 5    | 4    |
| Гистограмма динамики населения |      |      |      |      |      |      |      |